# Église Saint-Laurent (Lohja)
Pour les articles homonymes, voir Église Saint-Laurent.
L'église Saint-Laurent (en finnois : Lohjan Pyhän Laurin kirkko) est un lieu de culte, d'origine médiévale, situé au nord du centre-ville de Lohja en Finlande,. Les peintures à la chaux de l'intérieur remontent à l'époque de l'évêque de Turku , Arvid Kurki. L'église de Saint-Laurent de Lohja et l' église de la Sainte Croix de Hattula sont les livres d'images les plus importants en Finlande et sont considérées comme des églises sœurs, en raison de leurs peintures abondantes. L'église est inscrite, avec la maison paroissiale, à l'inventaire des sites culturels construits d'intérêt national de la direction des musées de Finlande.
Depuis le XIXe siècle, la maison paroissiale fait office de musée de Lohja (fi), .

## Généralités

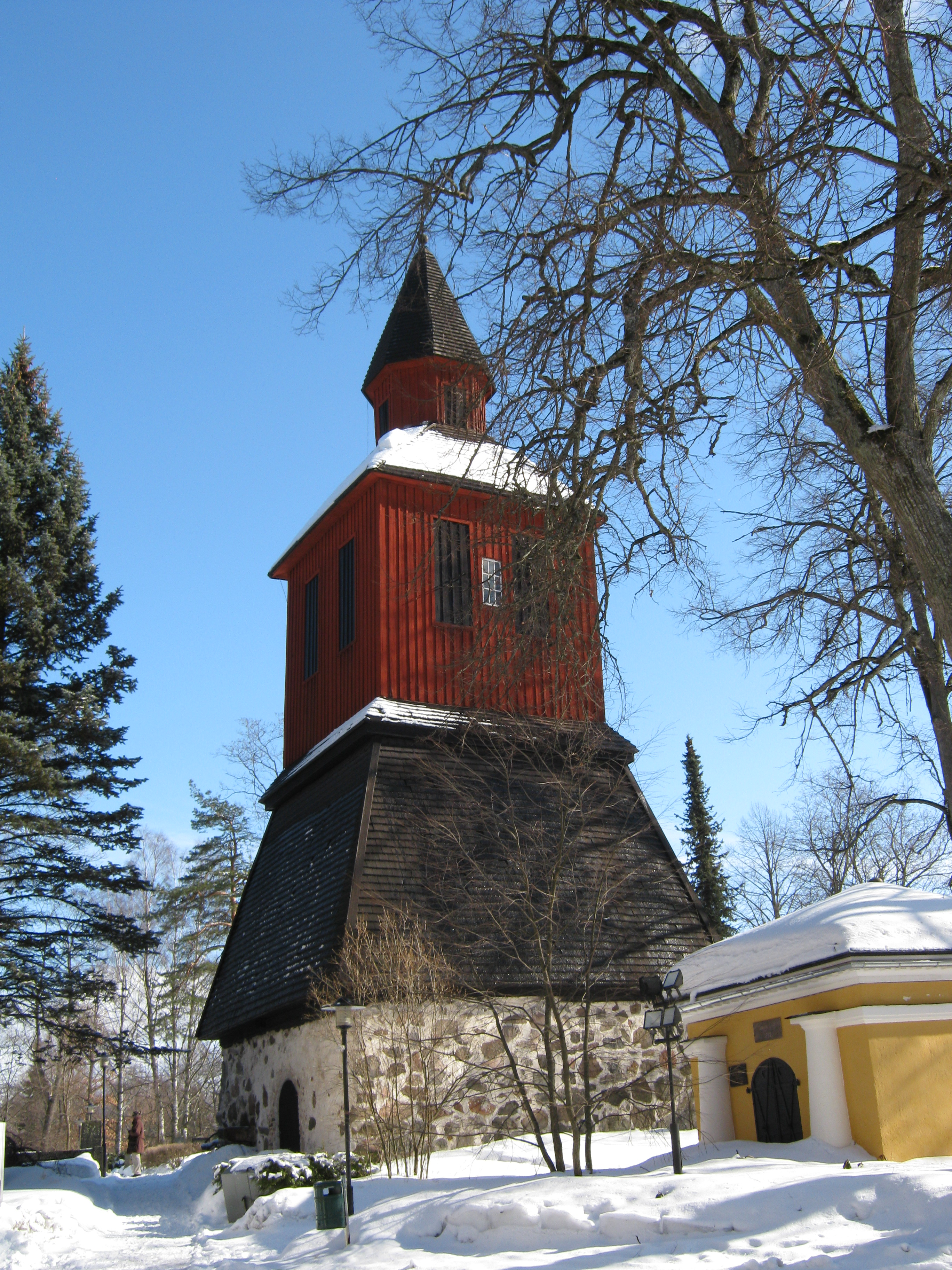
Le clocher de l'église Saint-Laurent.

Selon une recherche dendrochronologique de 2003, la construction de l'église remonte aux années 1470-1490.
Ses décorations intérieures datent du règne de l'époque de l'archevêque Arvid Kurki.
Il s'agit de la plus grande église médiévale de Finlande.
L'église de Saint-Laurent de Lohja et l'église de la Sainte Croix de Hattula sont les deux églises les plus significatives de Finlande pour leurs peintures murales et elles sont considérées comme des églises sœurs en raison de leurs peintures abondantes,.
Avant la réforme protestante et l'introduction du culte luthérien, l'édifice faisait partie de l'Église catholique.
Elle est dédiée à Laurent de Rome.
À l'angle sud-est de l'église se trouve un beffroi. Sa base en pierres remonte probablement au Moyen Âge. La partie supérieure, en bois, tient sa forme actuelle des restaurations faites après la grande guerre du Nord.
Au début du XIXe siècle, les fenêtres de l'église étaient plus larges et les peintures sont recouvertes de chaux blanche. Au cours des années 1880, la peinture blanche a été retirée et les dessins restaurés.
Depuis 2009, la direction des musées de Finlande a classé l'église parmi les sites culturels construits d'intérêt national. Le site comprend entre autres une maison paroissiale batie dans les années 1950 et un presbytère dont le bâtiment principal, construit à la fin du XVIIIe siècle, héberge actuellement le musée de Lohja (fi).

## Architecture
L'édifice a gardé assez bien son cachet d'origine, les travaux faits au XIXe siècle ont essayé d'en restaurer le style passé. Dans son aspect général, l'église peut être considérée comme datant de la fin du Moyen Âge.
L'édifice mesure 40,3 × 22,3 mètres à l'extérieur, et la surface de la nef est de 670 m2, ce qui en fait la plus grande des églises finlandaises rurales du moyen âge.
La hauteur des murs de 11–12,5 mètres, et la hauteur de la nef donnent une impression d'espace.
La hauteur de la voûte est de 34 mètres.
Après l'église de Naantali et la cathédrale de Turku, l'église Saint-Laurent est la troisième plus grande église médiévale de Finlande,.

### Espaces intérieurs
L'autel médiéval est remplacé par un nouvel autel en 1662.
L'autel actuel est conçu par Pirkko Stenros en 1987.
De nombreux objets de culte ont disparu, probablement lors des nettoyages du début du XIXe siècle,.
Le retable, peint par Margareta Capsia, est offert en 1738 par Gregorius Arctopolitanus.
Deux couronnes sont offertes par les propriétaires du manoir de Laakspohja (fi) et une autre par Claes Tott.
La chaire est conçue par Jean Wik en 1845.
Les orgues sont fabriqués en 1985 et 1986 par Veikko Virtanen.
La conception architecturale des orgues et la galerie d'orgue sont conçues par Ola Laiho,,.

### Peintures murales

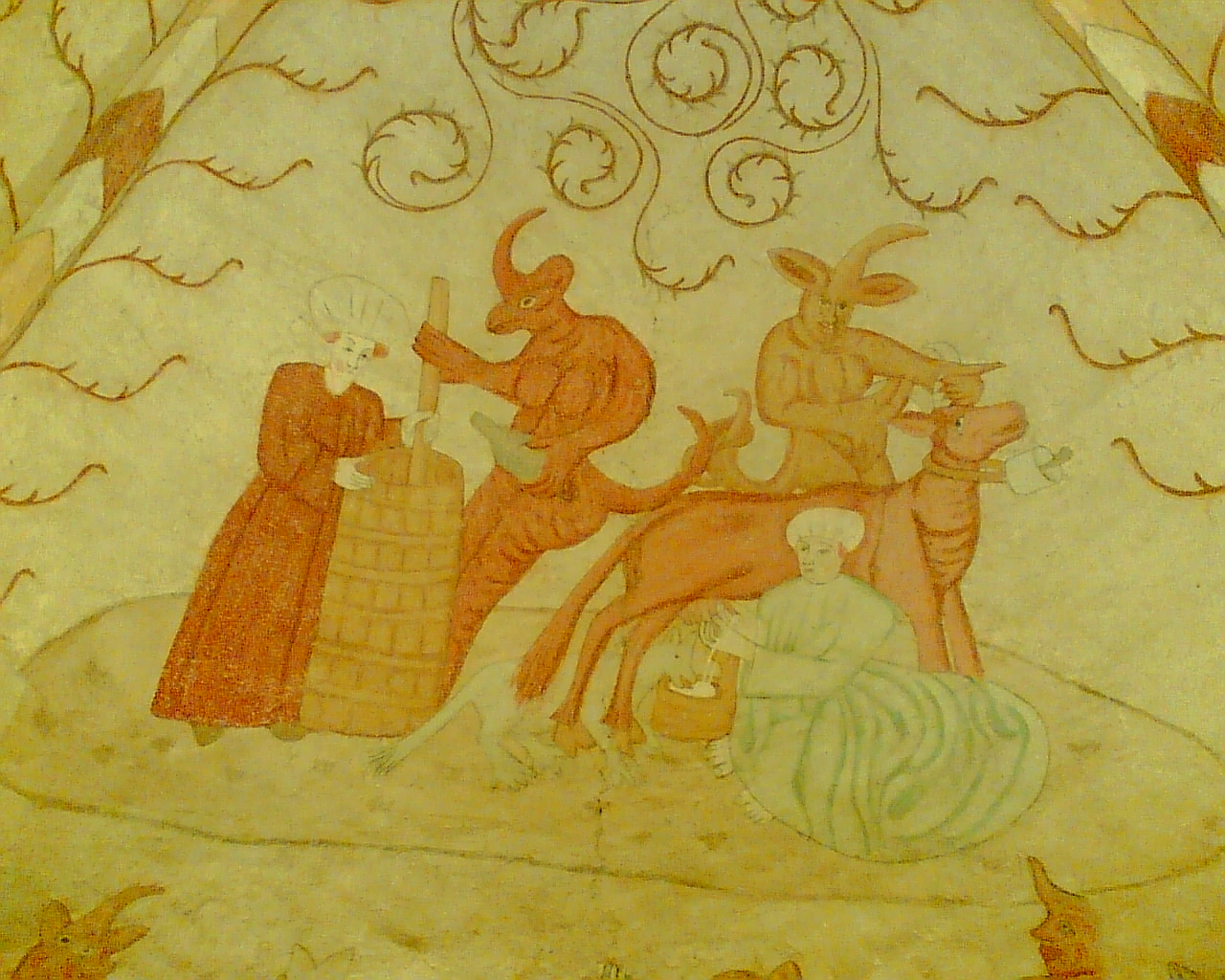
Peinture de la voûte de la salle d'armes où une sorcière aidée par un génie familier traie une vache. À ses côtés, une autre femme bat le beurre volé par le génie

Tous les murs de l'église, y compris ceux de la sacristie et de la salle d'armes, sont couverts de peintures murales qui font partie du patrimoine culturel national.
Ces peintures murales ont probablement été offertes par Tönne Erikinpoika Tott (fi), gouverneur de Raasepori de 1490 à 1513, dont l'armoirie était représentée sur un vitrail de l'église,.
Au XVIIIe siècle et au début du XIXe siècle, les décorations murales sont cachées par de la chaux .
Un prêtre demande même que les voûtes de la nef soient couvertes de chaux, car « un dilettante a, dans les temps anciens, galvaudé les hautes voûtes de l'église ». Elles ne seront toutefois pas recouvertes. Par la suite, l'attitude à l'égard des décorations murales changera et en 1886 on les fera réapparaître.
Pendant les travaux dirigés par Emil Nervander, les vieilles peintures sont renforcées avec des couleurs vives.
Toutefois, dans les années 1950, le conservateur Oskari Niemi en fera restaurer les couleurs d'origine,.
Les peintures montrent en particulier des figures humaines et des événements.
L'église a conservé ses 12 croix de consécration qui étaient courantes dans les églises médiévales.

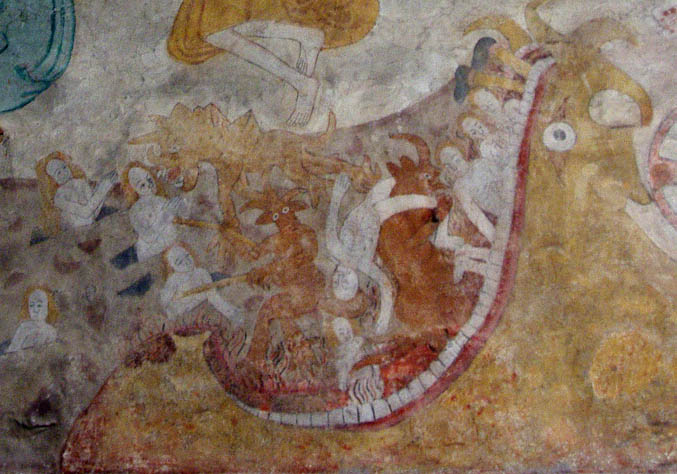
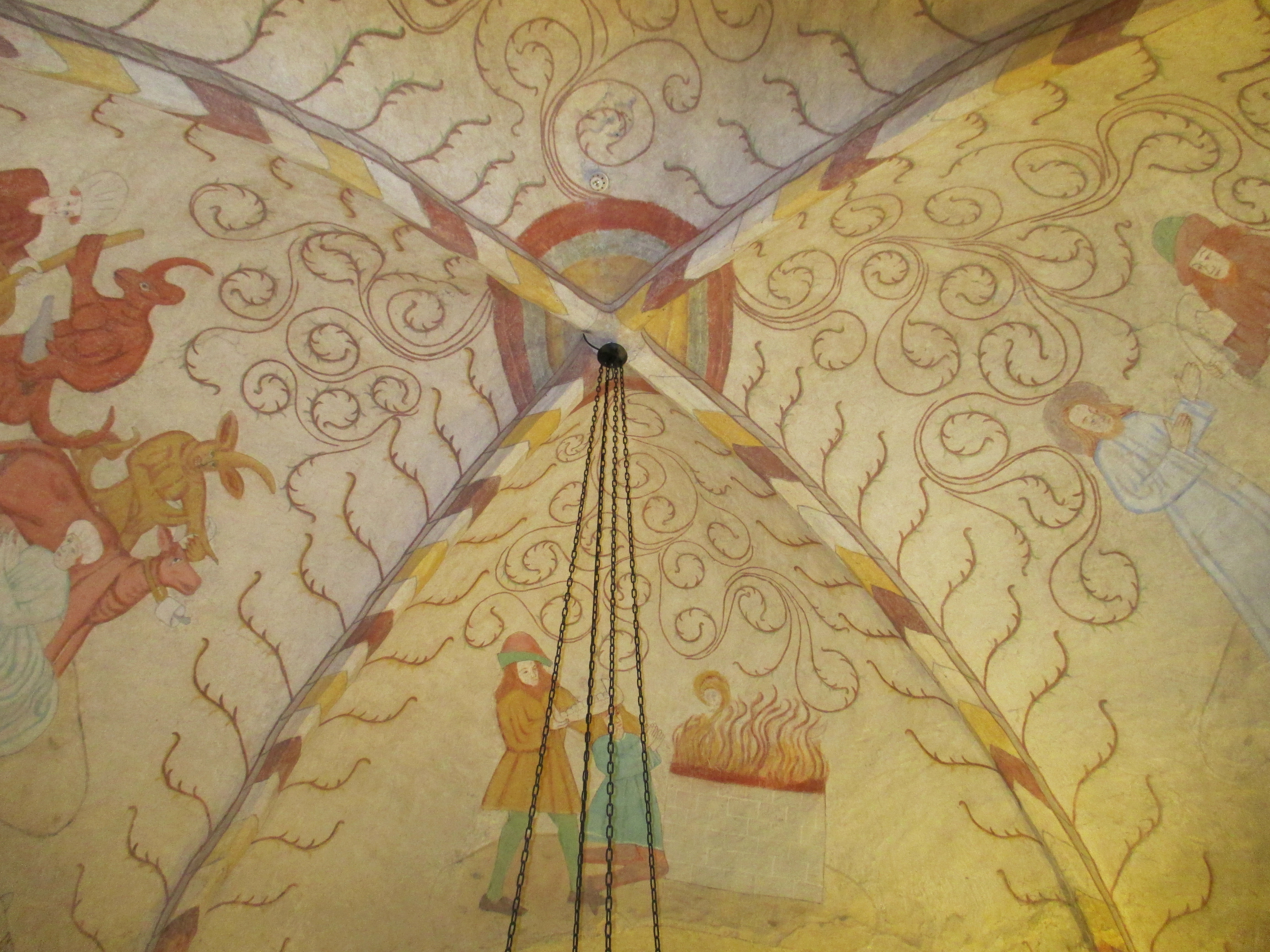
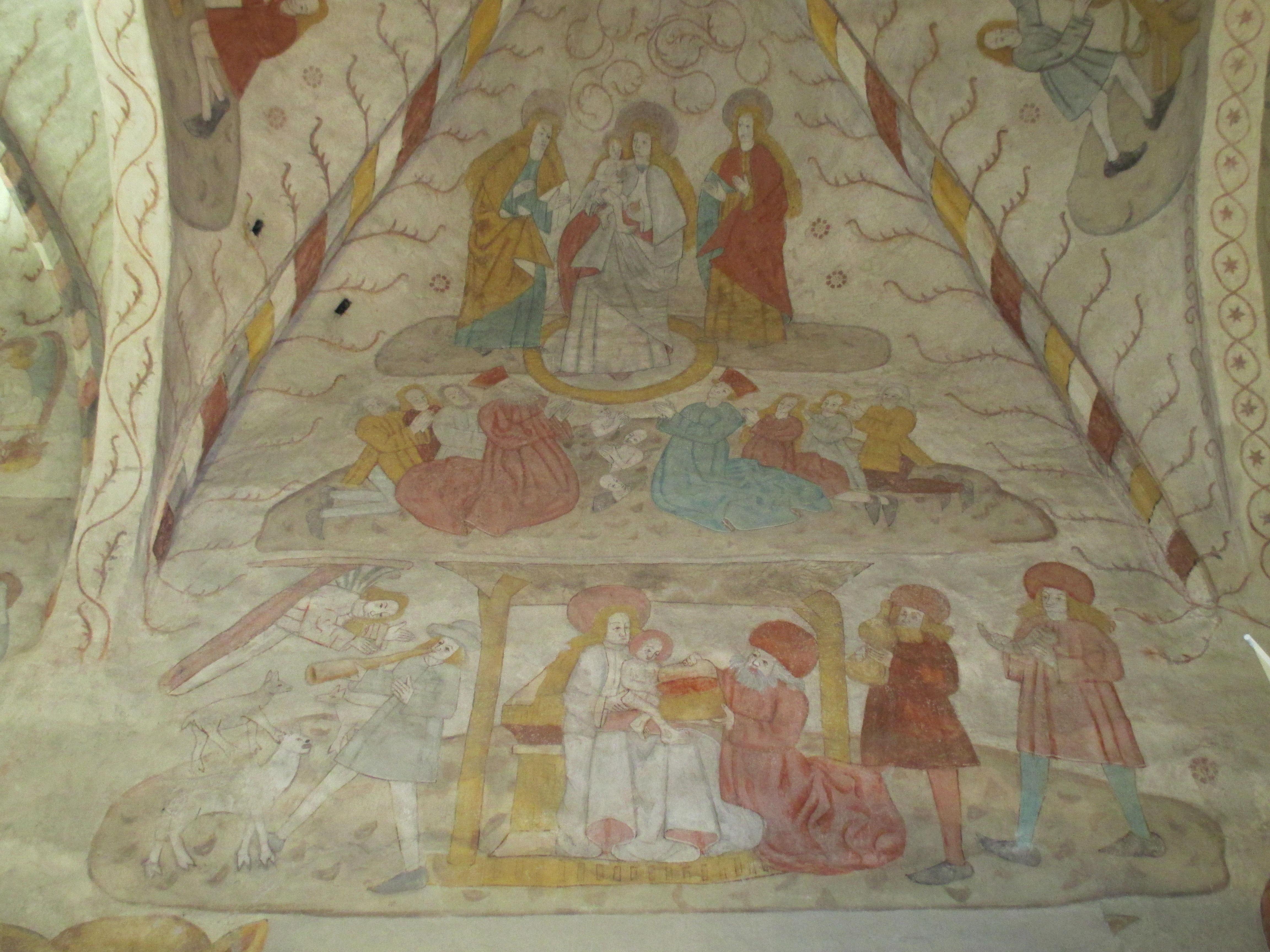
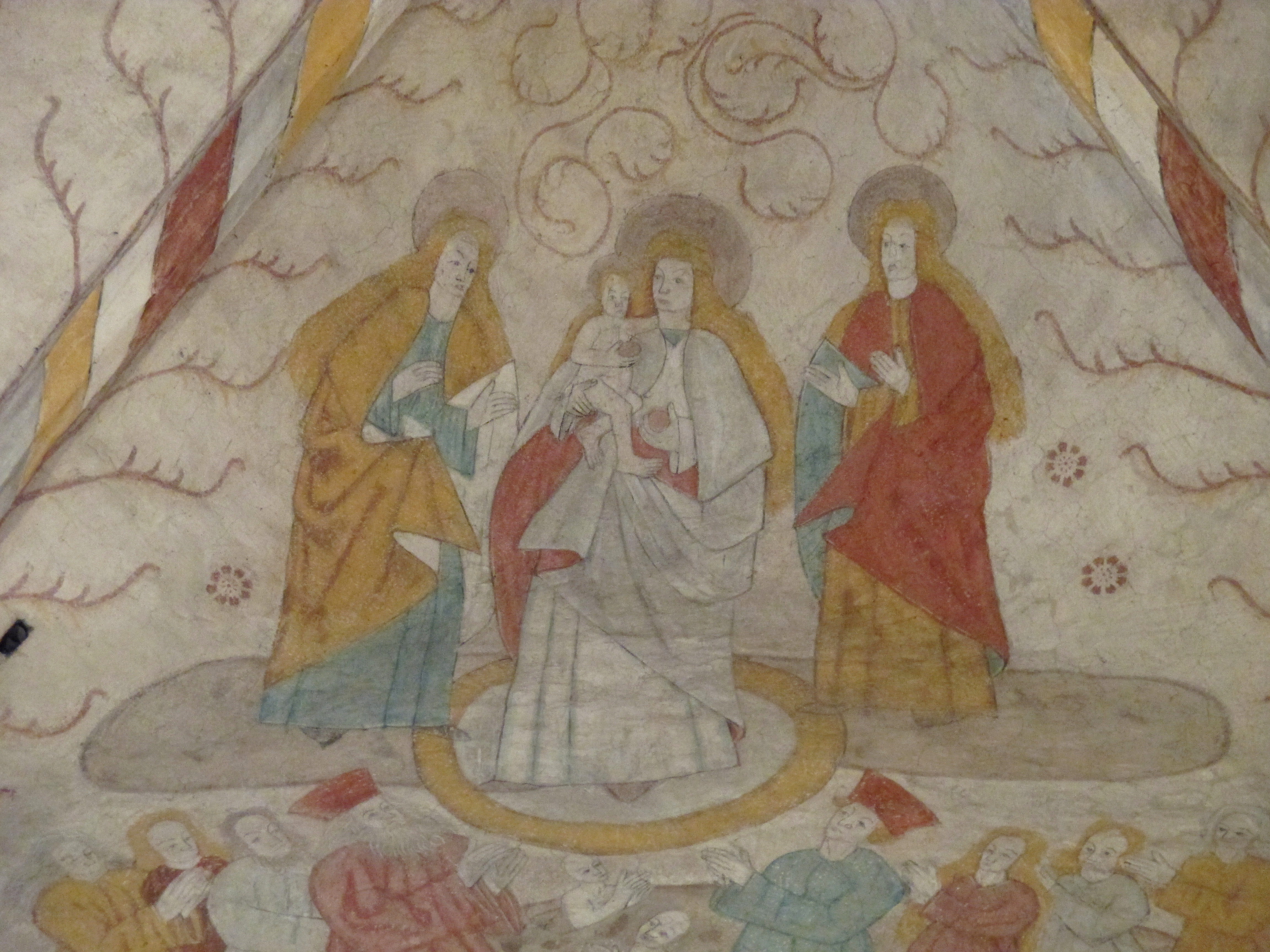
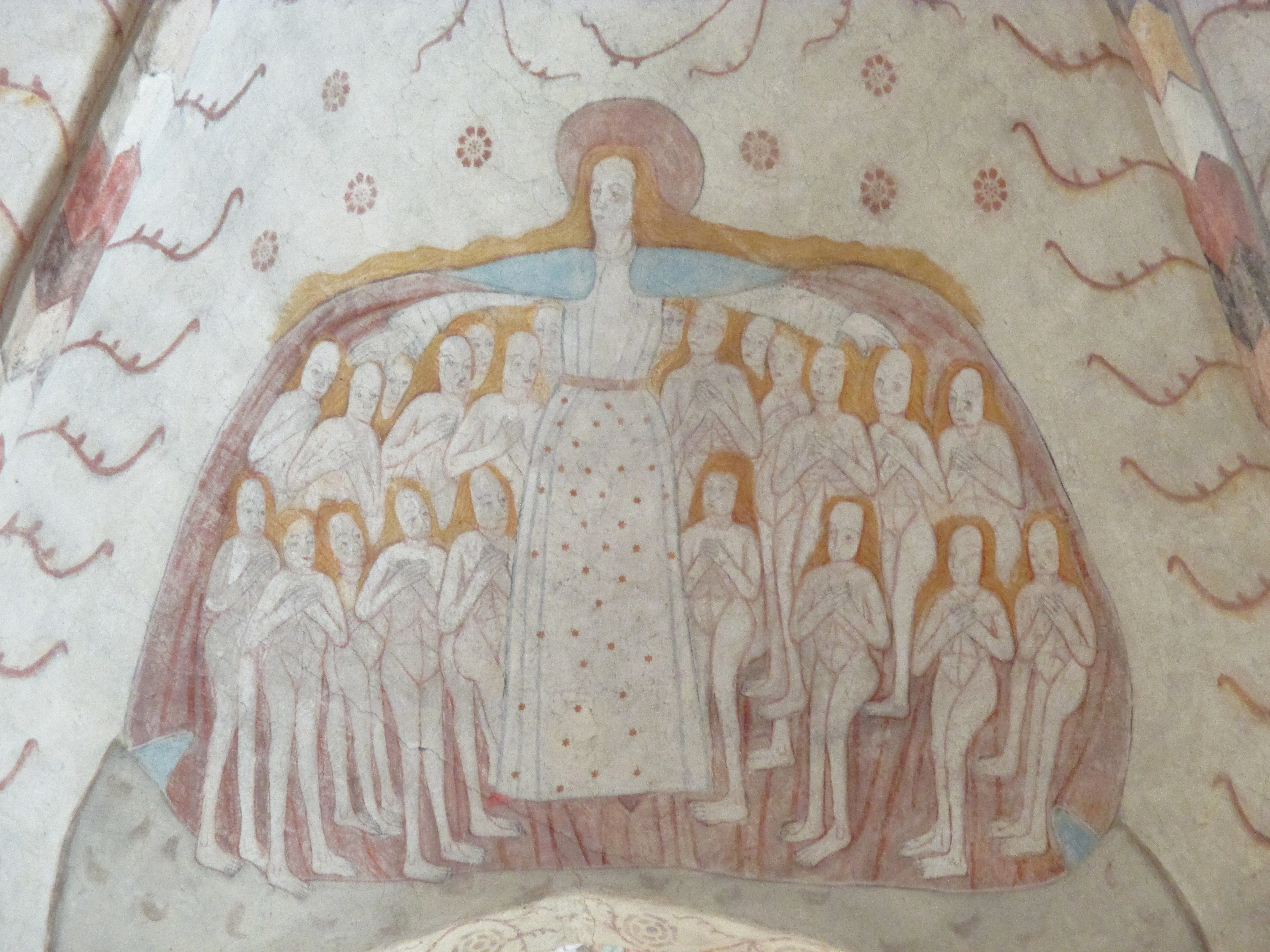
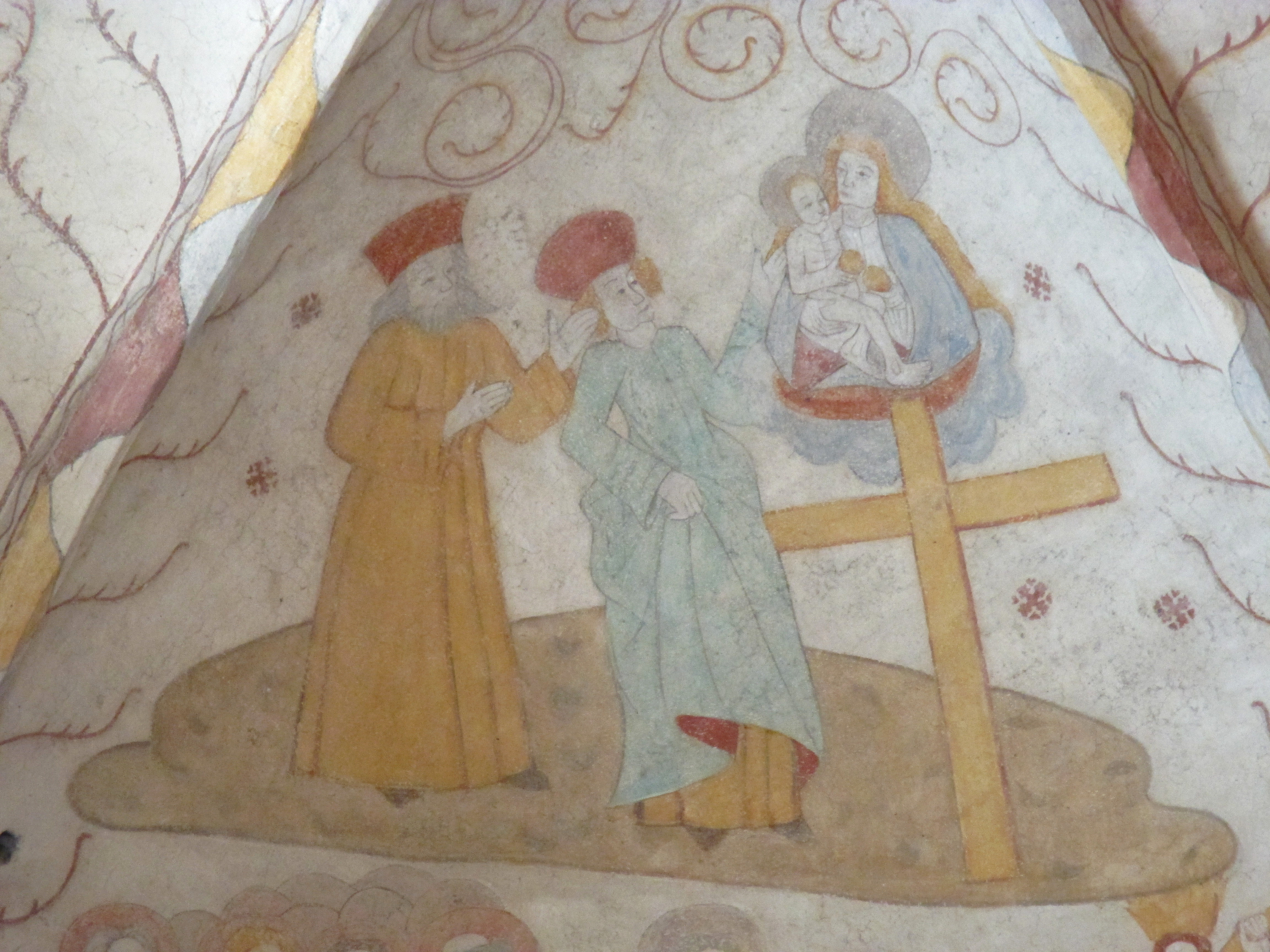

## Clocher
La base en pierre du clocher date du Moyen Âge.
La partie supérieure est construite sous la direction du maçon Johann Friedrich Schultz, vers 1740.
Parmi les trois cloches, la plus grande est fondue à Lohja en 1624, la moyenne à Tallinn en 1594 et la plus petite Stockholm en 1740.

## Galerie

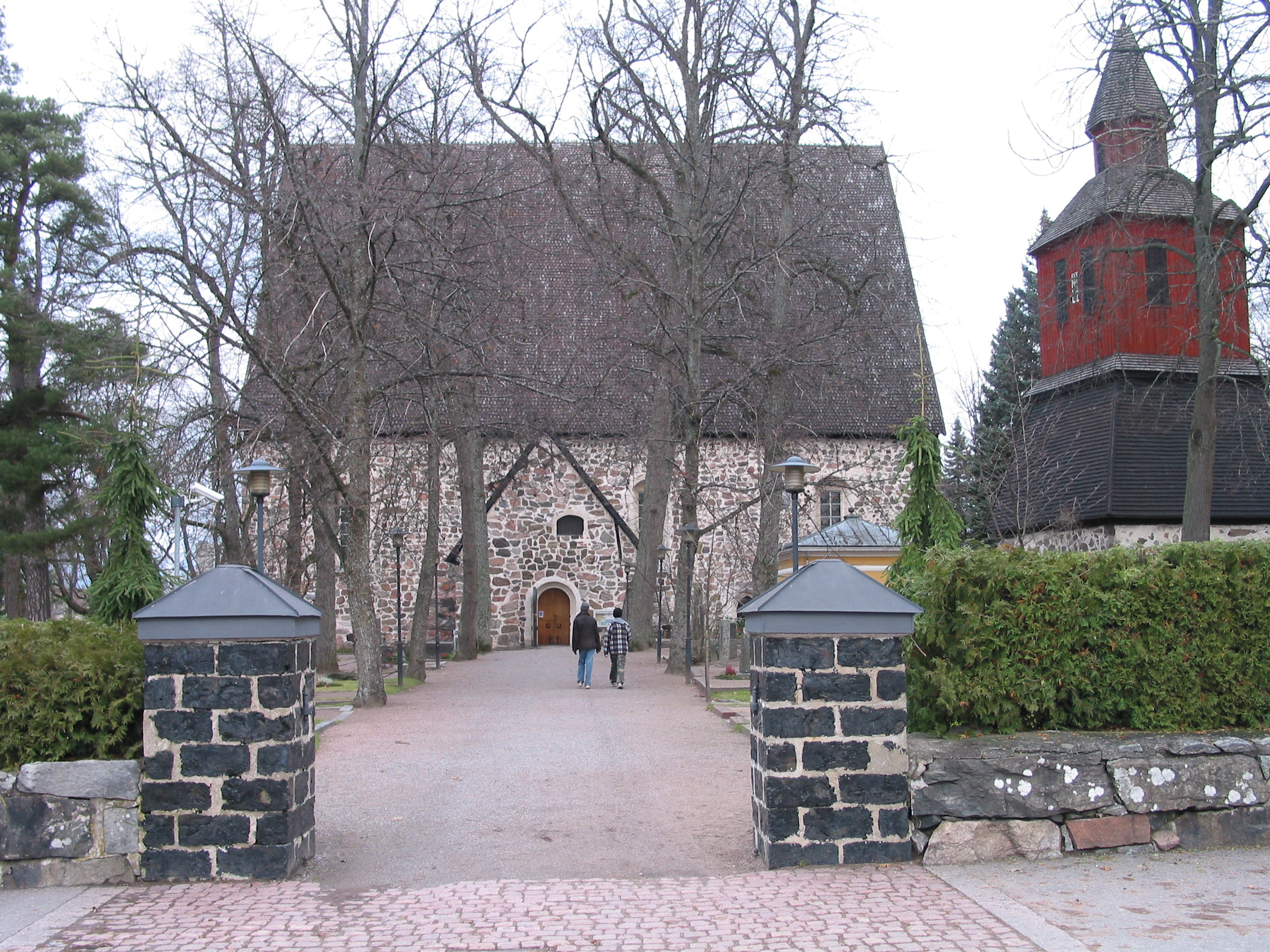
Entrée de l'église.
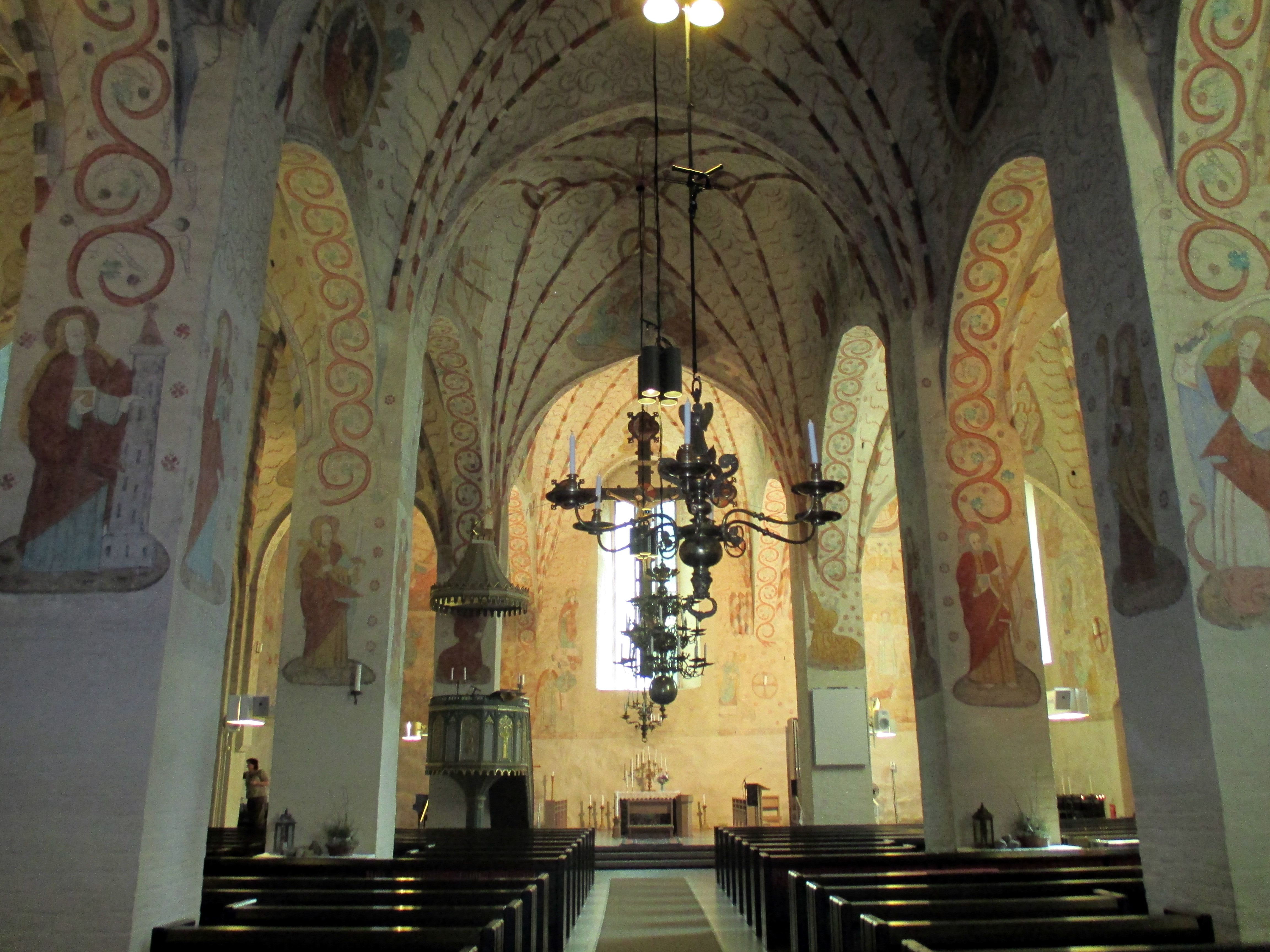
Intérieur de l'église.
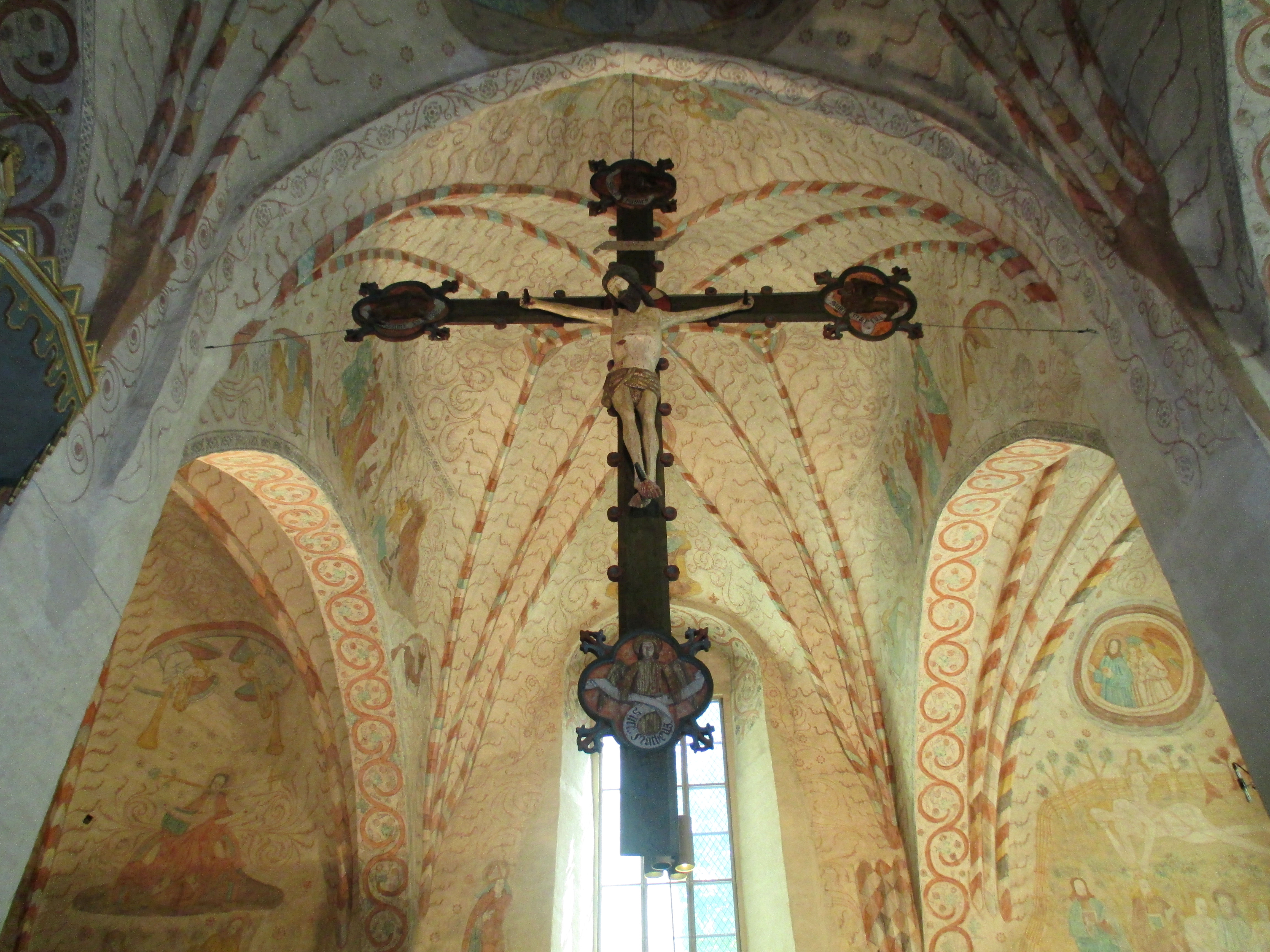
Vue de la croix.
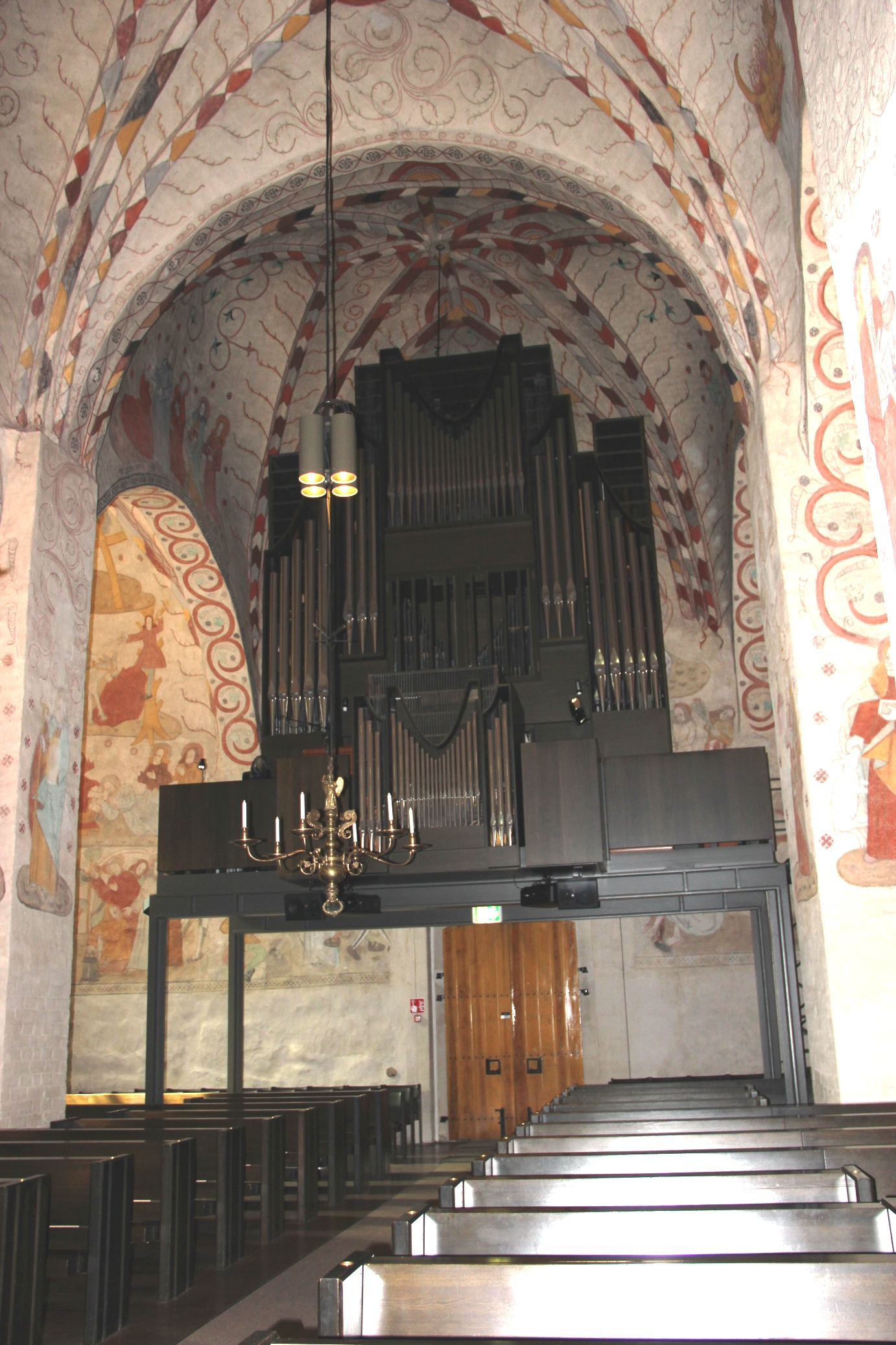
Un orgue.
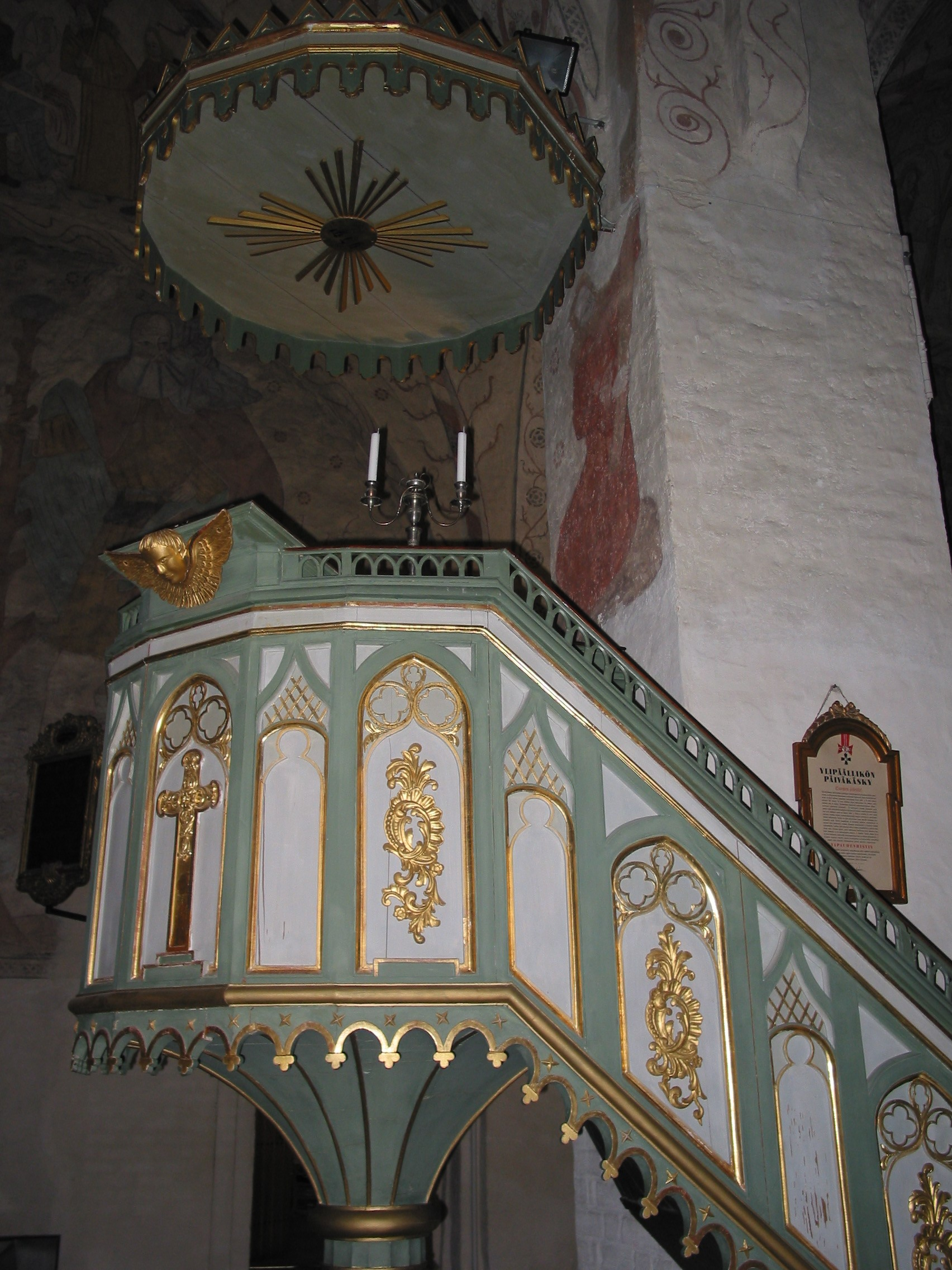
La chaire.

### Source de la traduction
- (en) Cet article est partiellement ou en totalité issu de l’article de Wikipédia en anglais intitulé « Church of St. Lawrence, Lohja » (voir la liste des auteurs).

- (fi) Cet article est partiellement ou en totalité issu de l’article de Wikipédia en finnois intitulé « Lohjan Pyhän Laurin kirkko » (voir la liste des auteurs).